# Charles Ellis, 6:e baron Howard de Walden
Charles Augustus Ellis, 6:e baron Howard de Walden, född den 5 juni 1799, död den 29 augusti 1868, var en brittisk diplomat. Han var son till Charles Ellis, 1:e baron Seaford och far till Frederick Ellis, 7:e baron Howard de Walden.
Ellis blev 1824 (under George Canning) understatssekreterare för utrikes ärenden och var 1832–1833 minister i Stockholm samt 1833–1846 minister i Lissabon, där han utövade ett mycket starkt inflytande på Portugals inre politik under striderna mellan dom Pedro och dom Miguel. Ellis tillbringade sina sista år i Belgien, där han blev minister 1846, som förtrolig rådgivare åt Leopold I och dennes son Leopold II.